# Дандерюдс шукхус (станция метро)
«Дандерюдс шукхус» (швед. Danderyds sjukhus — «Больница Дандерюд») — станция метро в пригороде муниципалитета Дандерюд, к северу от Стокгольма, Швеция.
Станция была открыта 29 января 1978 года как часть расширения от станции «Университет» до станции «Мёрбю сентрум» и обслуживает близлежащую больницу Дандерюд. Железнодорожная станция Мербю на Рослагсбанане расположена в нескольких сотнях метров от этой станции.